# Géza Imre
Géza Imre (n. 23 decembrie 1974, Budapesta, Republica Populară Ungară) este un scrimer maghiar specializat pe spadă, campion mondial în 2015, campion european în 2008 și laureat cu bronz olimpic la Atlanta 1996. Cu echipa Ungariei, este triplu campion mondial (în 1998, 2001 și 2013), de cinci ori campion european (în 1998, 2006, 2007, 2009 și 2010) și vicecampion olimpic la Atena 2004.
Este căsătorit cu handbalista Beatrix Kökény. Cei doi au împreună doi copii.

## Legături externe
- Prezentare Arhivat în 7 noiembrie 2014, la Wayback Machine. la Confederația Europeană de Scrimă
- en Géza Imre la Olympedia.org